# Jean Maas
Johannes Adrianus (Jean) Maas (Breda, 21 juli 1867 – Ukkel, 14 januari 1937) was een Belgische operazanger van Nederlandse komaf.
Hij was zoon van kleermaker Jans Maas en Anna Cornelia van Moergastel. Een andere zoon Antoine Maas was eveneens operazanger in België. Jean Maes was getrouwd met pianiste Gabrielle Désirée van Dantzig (Brussel, 1870-Ukkel 1953). Hun muzikale geschiedenis is terug te vinden in twee van hun zonen. Marcel Maas werd in 1897 geboren in het Franse Clermont-Ferrand; Robert Maas in 1901 in het Belgische Linkebeek.
Jean Maas kreeg zanglessen aan het Brussels Conservatorium en begon een loopbaan als bas in opera’s van voornamelijk Richard Wagner. Hij was enige tijd verbonden aan de operagezelschappen van de Koninklijke Muntschouwburg te Brussel en Grand Théâtre van Lyon.
Af en toe keerde hij vanuit België en Frankrijk terug naar Nederland. Zo zong hij in 1904 de rol van Marcel in Les Huguenots van Giacomo Meyerbeer en ook een rol in La Juive van Jacques Fromental Halévy; beide bij de Noord-Nederlandse Opera van David Koning. Volgens Robijns was dat het laatste teken van leven in Nederland. In België liep zijn carrière tot minstens in de Eerste Wereldoorlog door.